# Gulgofjorden
Gulgofjorden (eller Trollfjorden) är en by i Berlevågs kommun i Finnmark fylke i norra Norge. Byn ligger längst inne vid Gulgofjorden, en östlig arm av Tanafjorden. Den saknar fast förbindelse.